# 南アフリカ旅客鉄道公社
南アフリカ旅客鉄道公社（みなみアフリカりょきゃくてつどうこうしゃ、英語: Passenger Rail Agency of South Africa, "PRASA"）は、南アフリカ共和国ハウテン州ヨハネスブルグ市都市圏に本社を置く鉄道旅客輸送を営む企業（公社）である。

## 概要
物流鉄道を中心とするトランスネットとは異なり、都市圏の通勤列車や長距離旅客鉄道を運営している。

## 歴史
1990年の政府事業の再編の際、鉄道部門をトランスネットと分割、公社化した。発足時の名称は南アフリカ都市鉄道株式会社（みなみアフリカとしてつどうかぶしきがいしゃ、英語: South African Rail Commuter Corporation LTD, "SARCC"）。
2008年、SARCCからPRASAに名称変更し、翌2009年にはトランスネットから長距離旅客部門のショショローザ・メイルを、また超距離バス部門であるオートパックスを傘下に収めた。